# Thyrosticta trimacula
Thyrosticta trimacula är en fjärilsart som beskrevs av Paul Mabille 1875. Thyrosticta trimacula ingår i släktet Thyrosticta och familjen björnspinnare. Inga underarter finns listade i Catalogue of Life.